# Lois Wilson (actrice)
Pour les articles homonymes, voir Wilson et Lois Wilson.

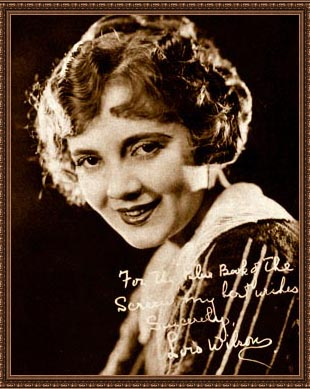
Lois Wilson en 1923.

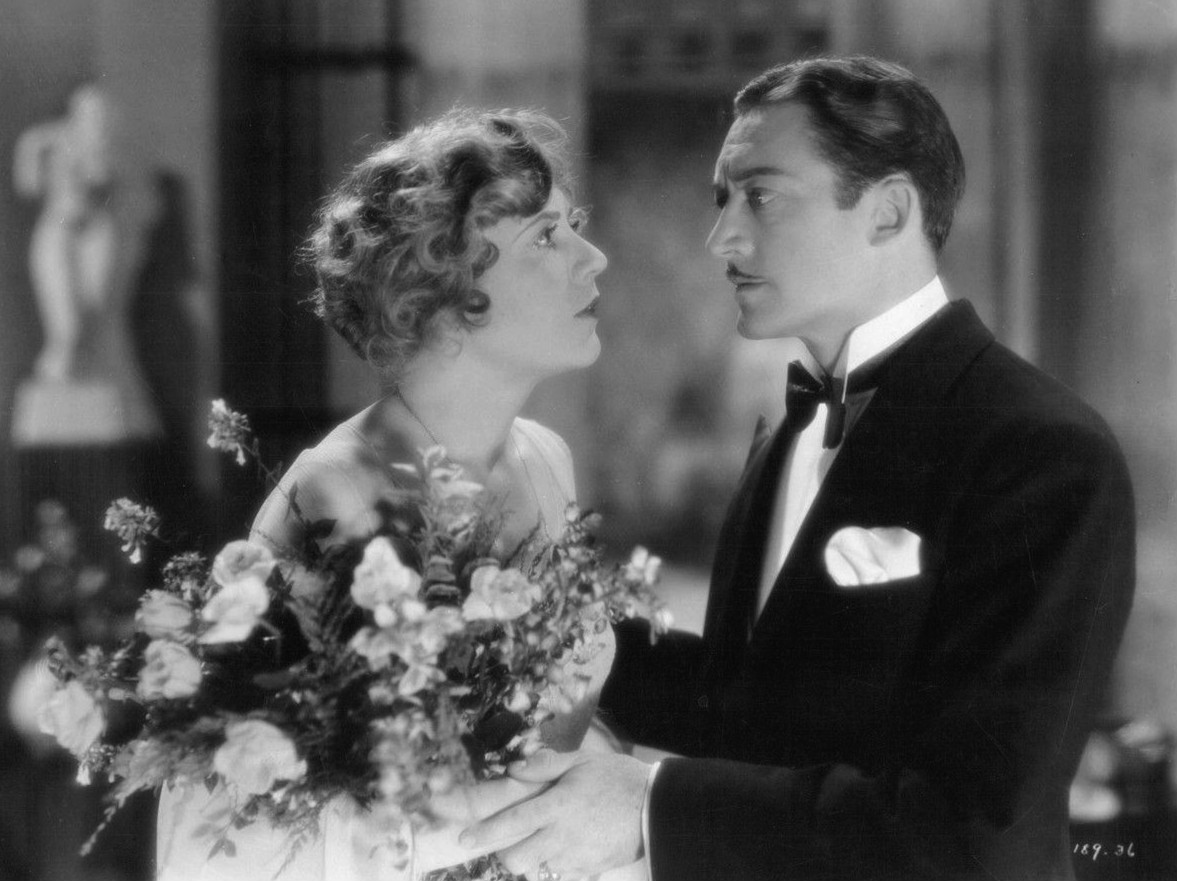
Lois Wilson avec Theodore von Eltz dans The Furies en 1930.

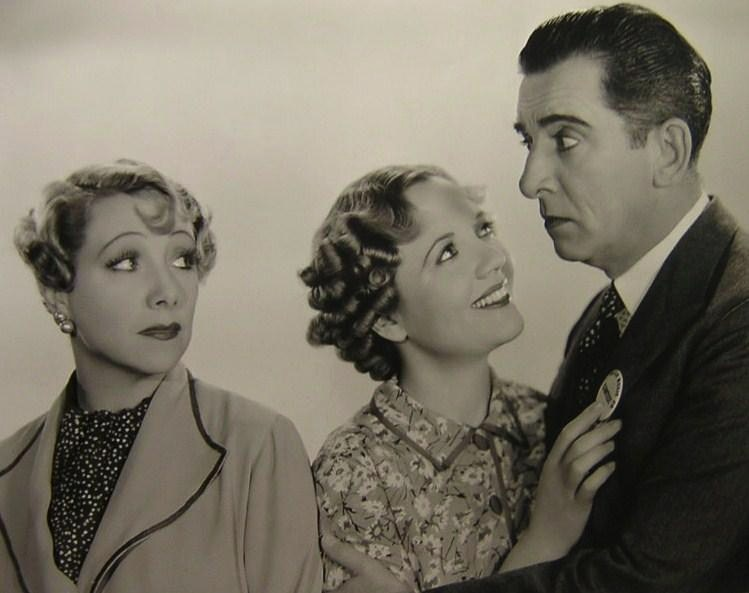
Lois Wilson (au centre) avec Marjorie Gateson et Edward Everett Horton dans Your Uncle Dudley.

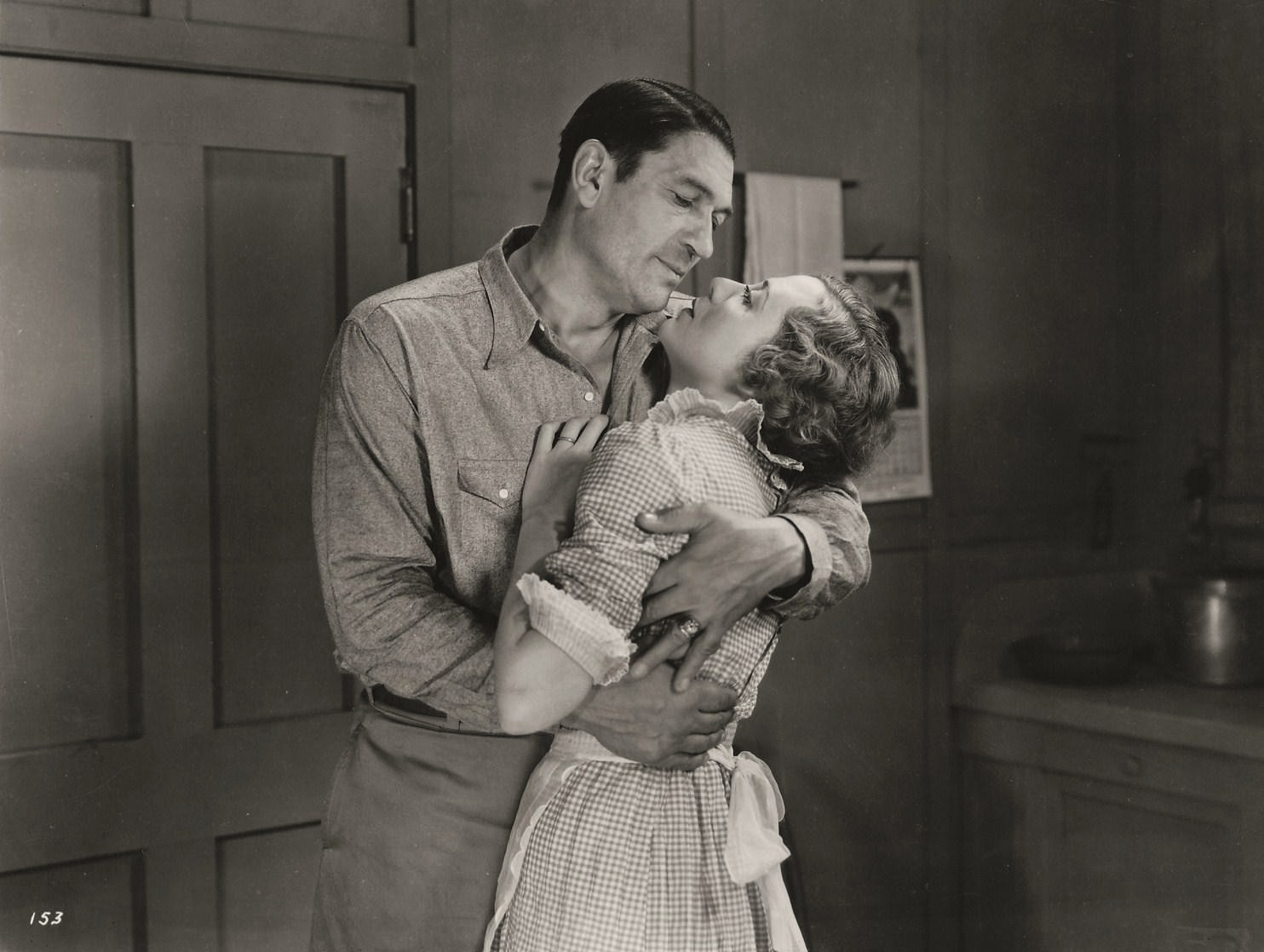
Lois Wilson avec Victor McLaglen dans Laughing at Life (1933).

Lois Wilson est une actrice, réalisatrice et scénariste américaine, née le 28 juin 1894 à Pittsburgh (Pennsylvanie) et morte le 3 mars 1988 à Reno (Nevada) d'une pneumonie.

## Filmographie

### Comme actrice

#### Années 1910
- 1915 : The Hypocrite
- 1915 : The Palace of Dust
- 1915 : When a Queen Loved O'Rourke
- 1915 : The Road to Paradise : Beatrix
- 1916 : Langdon's Legacy : Pepita
- 1916 : Married on the Wing
- 1916 : The Pool of Flame, d'Otis Turner : Princesse Beatrix
- 1916 : The Dumb Girl of Portici
- 1916 : The Gay Lord Waring : Helen Von Gerold
- 1916 : Hulda the Silent, d'Otis Turner
- 1916 : A Son of the Immortals : Joan Cameron
- 1916 : The Decoy
- 1916 : The Silent Battle : Jane Loring
- 1916 : He Wrote a Book
- 1916 : The Beckoning Trail : Mary Helton
- 1916 : Arthur's Desperate Resolve
- 1916 : Un drame au pays de l'ivoire (en) (The White Man's Law) de James Young
- 1916 : A Soul at Stake
- 1916 : The Decoy
- 1916 : Her Chance
- 1916 : The Morals of Hilda : Marion
- 1916 : Green Eyes
- 1917 : The Whispered Name
- 1917 : Black Evidence
- 1917 : Won by Grit
- 1917 : Flames of Treachery
- 1917 : Treason : Floria Natarre
- 1917 : Parentage : Mrs. Melton
- 1917 : Alimony : Marjorie Lansing
- 1918 : A Man's Man d'Oscar Apfel : Dolores Ruey
- 1918 : His Robe of Honor de Rex Ingram : Laura Nelson
- 1918 : The Turn of a Card : Cynthia Burdette
- 1918 : One Dollar Bid d'Ernest C. Warde : Virginia Dare
- 1918 : Maid o' the Storm : Elaine Shackleford
- 1918 : A Burglar for a Night : Janet Leslie
- 1918 : The Bells : Annette
- 1918 : Prisoners of the Pines : Rosalie Dufresne
- 1918 : Three X Gordon d'Ernest C. Warde : Dorrie Webster
- 1919 : The Drifters de Jesse D. Hampton : la fille
- 1919 : Come Again Smith : Lucy Stevens
- 1919 : The End of the Game : Mary Miller
- 1919 : Gates of Brass : Margaret Blake
- 1919 : The Best Man : Celia Hathaway
- 1919 : A Man's Fight : Mary Tompkins
- 1919 : Love Insurance : Cynthia Meyrick
- 1919 : Why Smith Left Home : Marian
- 1919 : The Price Woman Pays : Louise
- 1919 : It Pays to Advertise de Donald Crisp : Mary Grayson
- 1919 : Too Much Johnson (en) de Donald Crisp : Mrs. Billings

#### Années 1920
- 1920 : Who's Your Servant? : Madeline Bancroft
- 1920 : Thou Art the Man : Joan Farrant
- 1920 : The City of Masks de Thomas N. Heffron : Miss Emsdale
- 1920 : What's Your Hurry? : Virginia MacMurran
- 1920 : A Full House : Ottilie Howell
- 1920 : Burglar Proof : Laura Lowell
- 1921 : Folie d'été (Midsummer Madness) de William C. de Mille : Margaret Meredith
- 1921 : Ce que peut une femme (What Every Woman Knows)  de William C. de Mille : Maggie Wylie
- 1921 : The City of Silent Men : Molly Bryant
- 1921 : The Lost Romance : Sylvia Hayes
- 1921 : The Hell Diggers : Dora Wade
- 1921 : Lulu Cendrillon (Miss Lulu Bett), de William C. de Mille : Lulu Bett
- 1922 : The World's Champion : Lady Elizabeth
- 1922 : Is Matrimony a Failure? : Mabel Hoyt
- 1922 : Notre premier citoyen (en) d'Alfred E. Green : Katherine Fendle
- 1922 : Le Réquisitoire (Manslaughter), de Cecil B. DeMille : Evans, la femme de chambre de Lydia
- 1922 : Without Compromise d'Emmett J. Flynn : Jean Ainsworth
- 1922 : Broad Daylight : Nora Fay
- 1923 : La Caravane vers l'Ouest (The Covered Wagon), de James Cruze : Molly Wingate
- 1923 : Bella Donna, de George Fitzmaurice : Patricia
- 1923 : Only 38 : Mrs. Stanley
- 1923 : A Man's Man (it) de James Cruze : Dolores Ruey
- 1923 : Jusqu'au dernier homme (To the Last Man) de Victor Fleming : Ellen Jorth
- 1923 : Ruggles of Red Gap, de James Cruze : Kate Kenner
- 1923 : L'Appel de la vallée (The Call of the Canyon) de Victor Fleming : Carley Burch
- 1924 : Another Scandal, de Edward H. Griffith : Beatrice Vanderdyke
- 1924 : Calomnie (Pied Piper Malone) d'Alfred E. Green : Patty Thomas
- 1924 : Icebound : Jane Crosby
- 1924 : The Man Who Fights Alone (en) de Wallace Worsley : Marion
- 1924 : Monsieur Beaucaire, de Sidney Olcott : Reine Marie de France
- 1924 : North of 36 : Taisie Lockheart
- 1925 : Contraband : Carmel Lee
- 1925 : La Ruée sauvage (The Thundering Herd) de William K. Howard : Milly Fayre
- 1925 : Welcome Home : Nettie Prouty
- 1925 : Rugged Water d'Irvin Willat : Norma Bartlett
- 1925 : La Race qui meurt (The Vanishing American) de George B. Seitz : Marion Warner
- 1925 : Incognito (The King on Main Street) de Monta Bell  : Hotel guest in lobby (cameo)
- 1925 : Irish Luck (en) : Lady Gwendolyn
- 1925 : Bluebeard's Seven Wives : Mary Kelly
- 1926 : Let's Get Married, de Gregory La Cava : Mary Corbin
- 1926 : Son fils avait raison (Fascinating Youth) de Sam Wood : invitée
- 1926 : Moi (The Show Off), de Malcolm St. Clair : Amy Fisher Piper
- 1926 : Gatsby le Magnifique (The Great Gatsby), de Herbert Brenon : Daisy Buchanan
- 1927 : New York : Marjorie Church
- 1927 : Fay et Fanchette (Broadway Nights) de Joseph Boyle : Fanny Franchette
- 1927 : The Gingham Girl : Mary Thompson
- 1927 : Alias the Lone Wolf : Eve de Montalais
- 1927 : French Dressing d'Allan Dwan : Cynthia Grey
- 1928 : Coney Island : Joan Wellman
- 1928 : Miss Information
- 1928 : Ransom : Lois Brewster
- 1928 : Sally's Shoulders : Sally
- 1928 : En cour d'assises (On Trial) d'Archie Mayo : May Strickland
- 1928 : Object: Alimony : Ruth Rutledge
- 1928 : Conquest de Roy Del Ruth : Diane Holden
- 1929 : A Bird in the Hand
- 1929 : Kid Gloves (en) de Ray Enright : Ruth
- 1929 : The Gamblers, de Michael Curtiz : Catherine Darwin
- 1929 : Her Husband's Women, de Leslie Pearce
- 1929 : The Show of Shows, de John G. Adolfi
- 1929 : Wedding Rings : Cornelia Quinn

#### Années 1930
- 1930 : For Love or Money
- 1930 : The Furies (en) d'Alan Crosland : Fifi Sands
- 1930 : Lovin' the Ladies : Joan Bently
- 1930 : Temptation
- 1930 : Once a Gentleman (it)  de James Cruze : Mrs. Mallin
- 1931 : Seed de John M. Stahl : Peggy Carter
- 1931 : Une femme moderne (The Age for Love) de Frank Lloyd : Sylvia Pearson
- 1932 : Law and Order d'Edward L. Cahn : Mabell
- 1932 : The Expert : Nettie Minick
- 1932 : The Rider of Death Valley : Helen Joyce
- 1932 : Drifting Souls (en) de Louis King
- 1932 : Grand Cœur (Divorce in the Family) de Charles Reisner : Mrs. Grace Shumaker
- 1932 : The Crash de William Dieterle : Marcia Peterson
- 1932 : The Devil Is Driving : Nancy Evans
- 1932 : Secrets of Wu Sin : Nona Gould
- 1933 : Obey the Law : Grace Chester
- 1933 : Laughing at Life : Mrs. McHale
- 1933 : Déluge (The Deluge) de Felix E. Feist : Helen Webster
- 1933 : In the Money : Mary 'Lambie' Higginbottom
- 1933 : Female de Michael Curtiz : Harriet Brown
- 1934 : The Show-Off de Charles Reisner : Clara Harling
- 1934 : Comme les grands (No Greater Glory) de Frank Borzage : La mère
- 1934 : Aventure d'une évadée (School for Girls) de William Nigh : Miss Cartwright
- 1934 : There's Always Tomorrow : Sophie White
- 1934 : Shirley aviatrice (Bright Eyes) de David Butler : Mary Blake
- 1934 : Ticket to a Crime : Elaine Purdy
- 1935 : Life Returns : Dr Louise Stone
- 1935 : Public Opinion : Mona Trevor
- 1935 : Born to Gamble (en) de  Phil Rosen : Paula Mathews
- 1935 : Society Fever : Portia Prouty
- 1935 : Cappy Ricks Returns : Florry Peasley
- 1935 : Your Uncle Dudley de Eugene Forde : Christine Saunders
- 1936 : The Return of Jimmy Valentine : Mary Davis
- 1936 : Bonne Blague (Wedding Present) de Richard Wallace : Laura Dodacker
- 1936 : Laughing at Trouble : Alice Mathews
- 1939 : Bad Little Angel : Mrs. Ellen Creighton

#### Années 1940
- 1940 : Nobody's Children : Miss Jamieson
- 1941 : For Beauty's Sake : Mrs. Lloyd Kennar
- 1949 : Vénus devant ses juges (The Girl from Jones Beach), de Peter Godfrey : Mrs. Wilson

Télévision
- 1949 : The Aldrich Family (série) : Mrs. Alice Aldrich #1 (1949-1950, 1951))
- 1952 : Haine et passions ("The Guiding Light") (série) : Mrs. Lowery (1954-1955)
- 1954 : The Secret Storm (série)

### Comme réalisatrice
- 1915 : The Hypocrite
- 1917 : Alone in the World

### Comme scénariste
- 1917 : Alone in the World (+ histoire)

## Théâtre
- 1937 : Farewell Summer : Keith Stuart
- 1945-1946 : The Mermaids Singing : Bertha Corrigan
- 1968 : I Never Sang for My Father : Margaret Garrison

## Distinctions
- 1922 : WAMPAS Baby Stars[réf. nécessaire]
- 1960 : étoile sur le Hollywood Walk of Fame (au no 6933 Hollywood Boulevard)